# Jüdischer Friedhof (Mutterstadt)

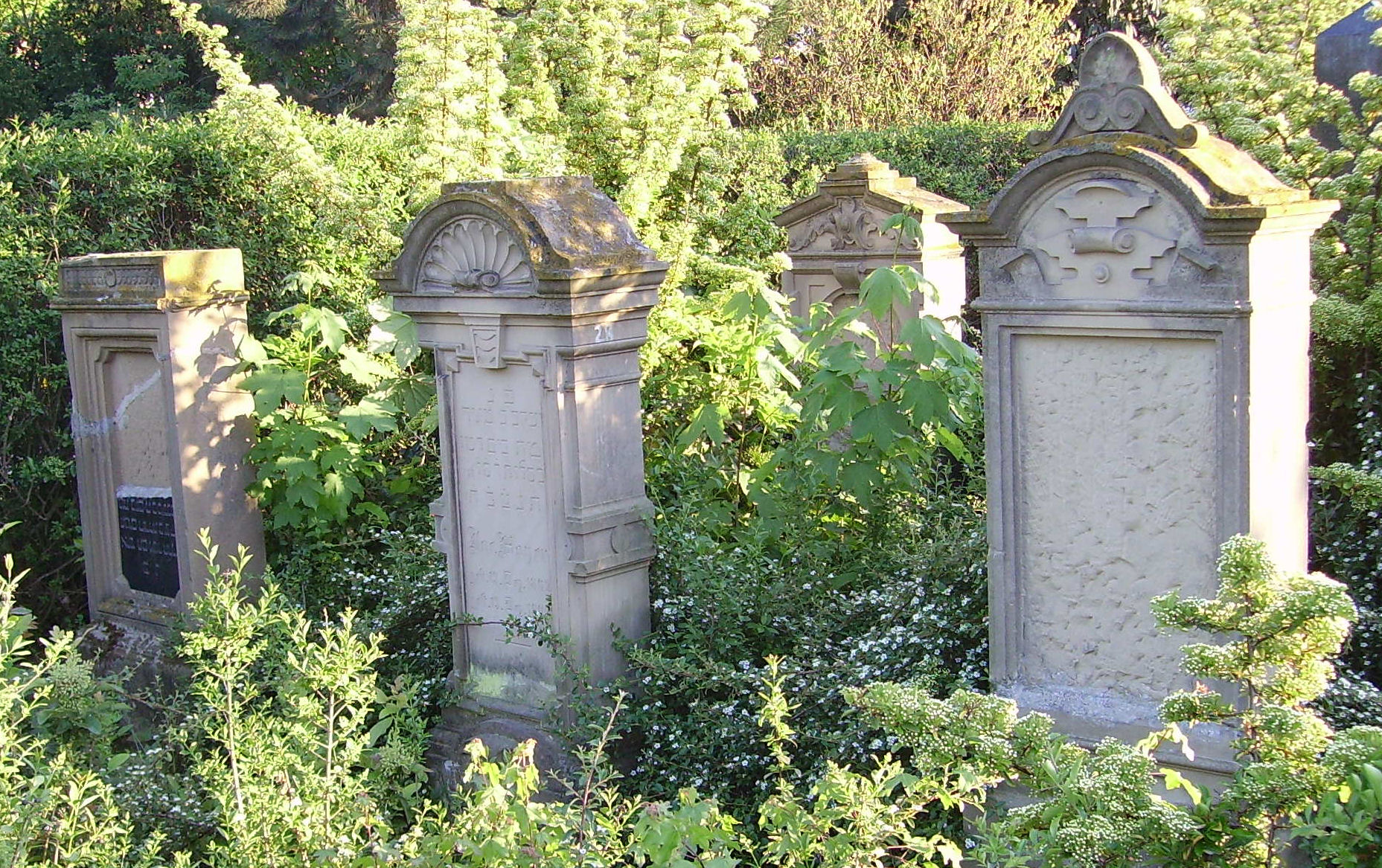
Grabmäler auf dem jüdischen Friedhof in Mutterstadt

Der Jüdische Friedhof Mutterstadt ist ein einigermaßen gut erhaltener Jüdischer Friedhof in Mutterstadt im Rhein-Pfalz-Kreis (Rheinland-Pfalz). Er ist ein geschütztes Kulturdenkmal.

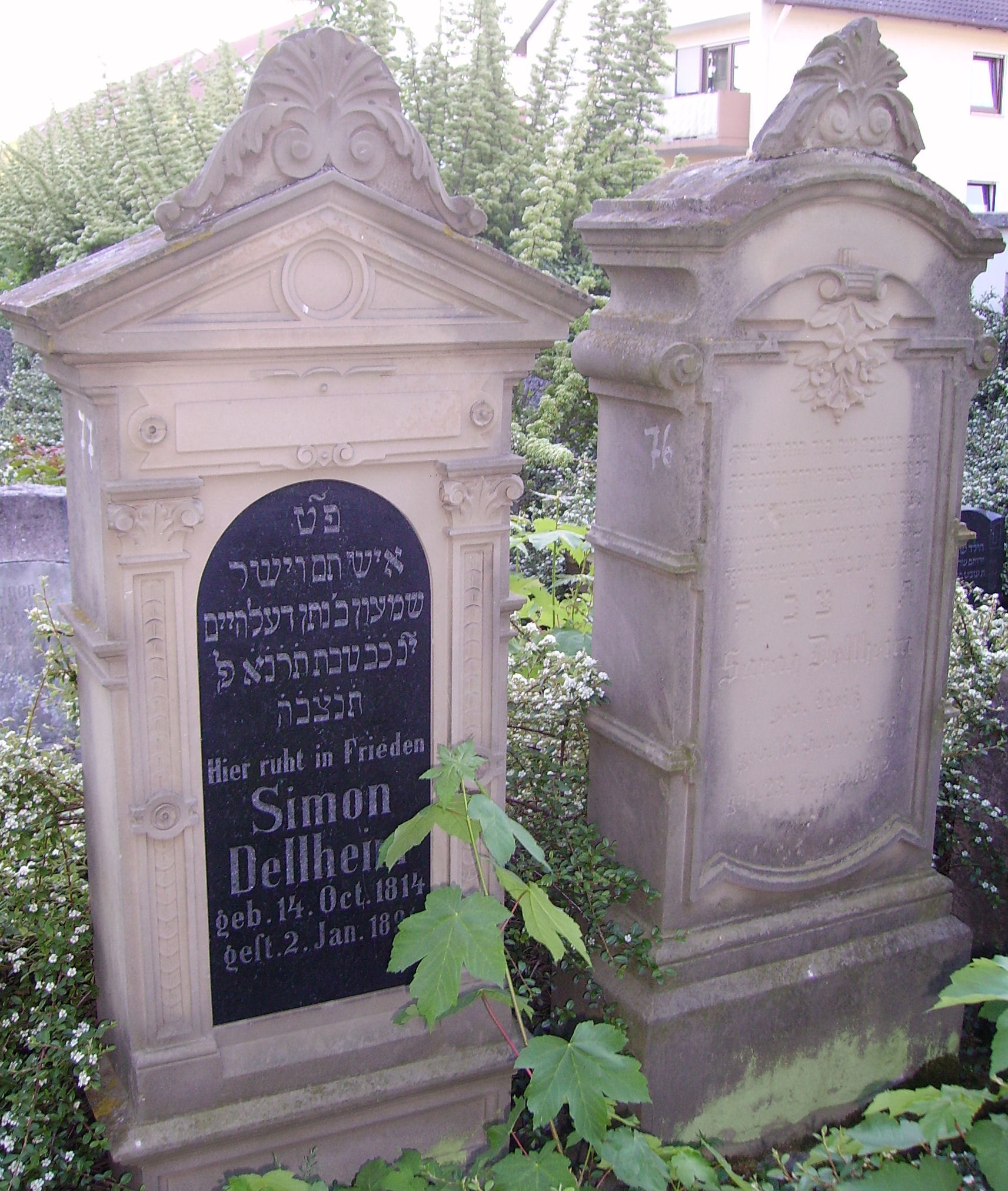
Grabmäler auf dem jüdischen Friedhof in Mutterstadt

Auf dem Friedhof an der Straße „Am Pfalzring“ befinden sich 88 Grabsteine für Juden aus Mutterstadt und Umgebung, die in den Jahren 1890 bis 1980 verstorben sind.

## Geschichte
Der jüdische Friedhof in Mutterstadt wurde 1889 angelegt und 1890 erstmals belegt. Vor der Anlage des Friedhofs wurden die Toten aus den jüdischen Gemeinden der Region in Wachenheim und in Fußgönheim beerdigt. 1922 wurde der Friedhof erweitert, 1925 und 1938 wurde er geschändet. Der Friedhof ist ein steinernes Zeugnis der Erinnerung an die in der Nazi-Zeit ausgelöschte Israelitische Kultusgemeinde Mutterstadt. 